# يانغ شياو يانغ
يانغ شياو يانغ هو رسام من الصين من مواليد شيان ديسمبر 1958.

## حياته المهنية
في صغره أحب يانغ شياو يانغ الأدب والتاريخ الصيني، وتأثر بظروف تعلم فن الرسم الغربي لأسرته، واهتم بفن الرسم الغربي اهتماما كبيرا، ودرس فن الرسم التخطيطي الذي يجمع بين الأسلوب الصيني والغربي خلال فترة تعلمه في المدرسة، وزار أكثر من 30 دولة أجنبية، وتمتع بكل بمختلف الأعمال الغربية المشهورة تقريبا، فيعرض في أعماله آثارا تجمع بين الأسلوب الصيني والغربي من حيث موضوعات وأساليب الرسم، وفي الوقت نفسه يعرض في أعماله تجسيدا شاملا للرسام المتضلع من العلوم القديمة والحديثة أيضا لأنه ظل يتعصب إلى الموضوعات الصينية القديمة. 
في سبتمبر 1979 التحق بكلية فن الرسم الصيني لمعهد الفنون الجميلة في شيان. 
و في يوليو 1983 تخرج منه، وفي نفس العام درس فيه الماجستير، وفي 1986 تخرج من الماجستير وعمل في المعهد مدرسا، وتسلم منصب نائب مدير كلية فن الرسم الصيني ومدير كلية فن الرسم الصيني وعضو من أعضاء اتحاد الشباب لعموم الصين.
في أكتوبر 1993 انتخب بروفيسورا مساعدا مخالفا القاعدة المتبعة. وفي نفس العام حصل على لقب "أحد الاختصاصيين الشباب والمتوسطي العمر الذين يقدمون إسهاما بارزا لمقاطعة شنشي. 
في عام 1994 تسلم منصب نائب رئيس معهد الفنون الجميلة في مدينة شيان. 
في عام 1997 انتخب بروفيسورآ. وفي يوليو من نفس العام تسلم منصب رئيس معهد الفنون الجميلة بشيان، وحصل على لقب «أحد الاختصاصيين الذين يقدمون إسهاما بارزا للدولة». 
في عام 1999 انتخب من «أشهر الأشخاص العشرة في أوساط التربية والتعليم بشنشي ذوي القدرة الصحفية». 
في عام 2000 حصل على لقب «إحدى الشخصيات البارزة في العالم» من جمعية الفنانين بخارج الولايات المتحدة، وفاز بالجائزة الذهبية «جائزة السلام العالمية» من وزارة الثقافة الصينية.
في عام 2009، تم نقله إلى أكاديمية الرسم الوطنية في الصين، وشغل منصب رئيس الأكاديمية الوطنية للرسم، ونائب رئيس نقابة الفنانين الصينيين.

## من أعماله
لوحة طريق الحرير التي يبلغ طولها 64 مترا في متحف سور الصين العظيم ببادالينغ في بكين، ولوحة أغنية النهر الأصفر ولوحة تحت أشعة الشمس ولوحة موكب يرافق العروس إلى بلاد فارس.

## وصلات خارجية
中国国家画院